# Mandi
Ne doit pas être confondu avec Mandi, Himachal Pradesh.
Mandi est une formule de salutation très populaire de la langue frioulane. Ce salut est employé, comme le ciao national, comme formule de bienvenue ou d'au revoir, mais surtout comme formule d'adieu.

## Étymologie
Diverses hypothèses ont été avancées sur son étymologie. La plus ancienne, qui reste la plus plausible, est que Mandi est un dérivé d'un mot ancien  de M'arcomandi (Mi raccomando, Je me recommande), ou aussi Mi racomandi a Diu (Mi raccomando a Dio, Je me recommande à Dieu).
La première citation de ce mot apparaît dans une poésie du XVIe siècle de Giovanni Battista Donato, né à Portogruaro en 1536, qui écrit: «M'arecomandi a voo per cent mil dijs» (Mi raccomando a Voi per cento mila giorni; Je me recommande à Vous pour cent mille jours); ensuite nous le retrouvons dans des vers du comte Ermes di Colloredo (1622-1692): Marcomandi, Pascute: Bundì la me vitute (Mi raccomando Paschina, buongiorno la mia vitina). Le mot Mi racomandi signifiant Adieu est présent dans une poésie écrite à Paularo en 1772: Mi racomandi vita cjara, A riviodisi (« Mi raccomando vita cara: arrivederci »; Je recommande ma chère vie: au revoir).
En plus de celles décrites ci-dessus, qui sont des étymologies scientifiques, il en existe d'autres qui tombent dans la catégorie des para-étymologie populaires et ne se fondent pas sur des données scientifiques:
- dérivé du latin mane diu (littéralement rimani a lungo, reste au loin, ou lunga vita, longue vie) ;
- dérivé du latin manus dei (littéralement mano di Dio, main de Dieu, ou che Dio ti protegga, que Dieu te protège);
- dérivé du latin mane deo (littéralement rimani con Dio, reste avec Dieu) ;
- dérivé du vénitien comme contraction de comandi, recommande.

## Source
- (it) Cet article est partiellement ou en totalité issu de l’article de Wikipédia en italien intitulé « Mandi » (voir la liste des auteurs).